# Elazığ (provincie)
Provincie Elazığ je tureckou provincií, která se nachází ve východní části Malé Asie a regionu Východní Anatolie. Rozloha provincie činí 9 281 km2, v roce 2000 zde žilo 596 616 obyvatel. Hlavním městem provincie je Elazığ. V provincii pramení řeka Eufrat.

## Administrativní členění
Provincie se administrativně člení na 11 distriktů:
- Elazığ
- Ağın
- Alacakaya
- Arıcak
- Baskil
- Karakoçan
- Keban
- Kovancılar
- Maden
- Palu
- Sivrice